# 20 Years of Jethro Tull (vídeo)
20 Years of Jethro Tull, também conhecido como Jethro Tull: This Is the First 20 Years, é um filme da banda de rock britânica Jethro Tull. Lançado em 1988, apresenta entrevistas com fãs e com o líder do grupo Ian Anderson, intercaladas por videoclipes e cenas de shows. A maioria das canções ao vivo são de uma apresentação realizada no Madison Square Garden durante a turnê de Heavy Horses em 1978.

## Canções apresentadas
- "Living in the Past"
- "To Be Sad Is a Mad Way to Be"
- "The Whistler" (videoclipe)
- "Too Old to Rock 'N' Roll; Too Young to Die" (videoclipe)
- "Teacher"
- "Thick as a Brick"
- "Songs from the Wood"
- "Aqualung"
- "Heavy Horses" (videoclipe)
- "Lap of Luxury"
- "Said She Was a Dancer"
- "Budapest"
- "Steel Monkey" (videoclipe)
- "Jump Start"